# Harold Boddington
Harold Boddington (hoạt động 1903–05) là một cầu thủ bóng đá người Anh thi đấu ở Football League ở vị trí outside left cho Middlesbrough năm 1903–04. Ông cũng thi đấu bóng đá non-league cho Darlington.
Boddington có lần ra sân duy nhất tại giải vô địch cho Middlesbrough ngày 28 tháng 3 năm 1904 trong thất bại 3–0 trên sân khách trước Sheffield United tại First Division. Ông thi đấu và ghi bàn cho Darlington ở Northern League tại Cúp FA 1904-05.